# Эксперименты Айрин Пепперберг по обучению попугаев языку
В 1980-х годах американский профессор психологии доктор Айрин Пепперберг исследовала способность не-приматов к усвоению и употреблению не свойственных виду знаковых систем, используя в качестве языка-посредника человеческую речь. Она работала с попугаями, первым из которых был серый жако Алекс. Известно, что попугаи могут произносить до 300 слов, варьировать слова в предложениях, использовать фразы ситуативно и вступать в диалог со своим воспитателем. Но, хотя использование человеческой речи и производит глубокое впечатление, уровень освоения языка в этих домашних, не экспериментальных, ситуациях несравним с результатами, полученными на шимпанзе. Пепперберг впервые удалось поставить эксперименты, в результате которых можно судить об уровне «языкового мышления» у попугая. Разработанный ею метод отличается тем, что в процессе обучения участвуют одновременно два обучающих человека. Один (основной) обучающий обращается как к человеку (второму обучающему), так и к попугаю. Второй обучающий является, с одной стороны, учеником и моделью для ответов попугая, а с другой как бы его соперником. Этот метод автор назвала методом треугольника.
В результате экспериментов серый жако Алекс выучил английские названия более чем 80 предметов и названия категорий «цвет», «форма», «материал». Он правильно отвечал на многочисленные вопросы, касающиеся свойств предмета, такие, как «какого цвета шестиугольная деревяшка?». В тесте при предъявлении пар предметов, сначала знакомых, а затем совершенно незнакомых, попугай в 70-80 % случаев на вопрос «что одинаковое?» или «что разное?» правильно называл признак, по которому предметы были сходны или различны. Если предметы были полностью идентичны, то на вопрос «что различается?» попугай отвечал «ничего». Подобно «говорящим» антропоидам (например, шимпанзе Уошо) попугай прогнозировал приятные или, напротив, нежелательные для себя события и выражал соответствующие желания, например, просил не оставлять его одного в темной комнате, сопровождая просьбу словами «не уходи… прости…»